# Kasia Gruchalla-Wesierski
Kasia Gruchalla-Wesierski (Montréal, 31 marzo 1991) è una canottiera ed ex sciatrice alpina canadese, campionessa olimpica nell'otto a Tokyo 2020.

## Biografia
Ha iniziato la sua carriera agonistica nello sci alpino, ma un infortuno subito nel 2018 la ha costretta ad un prematuro ritiro dalle nevi. Le sue discipline erano lo slalom e lo slalom gigante.
Da allora è approdata al canottaggio.
Ha rappresentato il Canada ai Giochi olimpici estivi di Tokyo 2020, dove ha vinto la medaglia d'oro nell'otto con Lisa Roman, Christine Roper, Andrea Proske, Susanne Grainger, Madison Mailey, Sydney Payne, Avalon Wasteneys e Kristen Kit.
Ai mondiali di Račice 2022 ha conquistato il bronzo nell'otto.

## Palmarès
- Giochi olimpici

Tokyo 2020: oro nell'otto;
Parigi 2024: argento nell'otto;
- Mondiali

Račice 2022: bronzo nell'otto;